# 박윤배 (정치인)
박윤배(1952년 1월 25일 ~ 2025년 5월 13일)는 대한민국의 정치인이다. 제4·5대 부평구청장을 역임했다.

## 학력
- 인천부평동국민학교 (졸업)
- 인천중학교 (졸업)
- 제물포고등학교 (졸업)
- 서울대학교 (정치외교학과 / 학사)

## 역대 선거 결과
|  | 26.66% |

|  | 47.32% |

|  | 59.57% |

|  | 41.38% |

|  | 46.36% |

|  | 30.18% |